# Aspendell
Aspendell es un área no incorporada ubicada en el condado de Inyo en el estado estadounidense de California.

## Geografía
Aspendell se encuentra ubicada en las coordenadas 37°14′17″N 118°35′54″O / 37.23806, -118.59833.